# Смит, Брюс
Брюс Нил Смит (англ. Bruce Neil Smith) — британский музыкант, известен прежде всего как барабанщик пост-панк группы The Pop Group и Public Image Ltd. Он также работал с такими группами как The Slits и Rip Rig & Panic. В 2009 году снова присоединился к PiL с которыми выступает по настоящее время.

## Карьера
Смит присоединился к The Pop Group в 1977 году и был в группе, пока она не распалась в 1980 году. Он также играл с группой, когда они воссоединились в 2010 году.
После распада The Pop Group он присоединился к группе The Slits в 1980 году и оставался её участником вплоть до 1982 года, когда группа также распалась.
После The Pop Group и The Slits Смит объединился с Адрианом Шервудом и вступил в группу New Age Steppers. В это время, 1981 году, он вместе с Нене Черри, которая также работала с New Age Steppers, создал группу Rip Rig & Panic. В 1983 году он женился на Черри, и у них родилась дочь. Они развелись в 1984 году.
В 1986 году Смит был принят в PiL для предстоящего тура в поддержку альбома «Album». После тура Брюс остался в группе и пробыл в ней почти четыре года. Он играл на двух студийных альбомах «Happy?» и «9» и был важной частью нового PiL. После многих концертов из-за личных проблем он покинул PiL в начале 1990 года. Прежде чем покинуть группу, он записал с ними песню для фильма «На гребне волны».
Во время пребывание в PiL Смит работал с Теренс Трент Д’Арби, на его дебютном альбоме «Introducing the Hardline According to Terence Trent D'Arby» (1987) и с Guided By Voices (1989). После PiL Брюс работал сессионным музыкантом. Играл на альбоме «Dusk» группы The The в 1993 году и на втором альбоме Бьорк — Debut.
В 2009 году, вместе с Лу Эдмондсом, который также уже играл в группе, воссоединился с PiL. В 2012 году они выпустили альбом «This is PiL».

## Частичная дискография
- Y — The Pop Group (1979)
- For How Much Longer Do We Tolerate Mass Murder? — The Pop Group (1980)
- We Are Time — The Pop Group (1980)
- New Age Steppers — New Age Steppers (1980)
- Threat To Creation — Creation Rebel / New Age Steppers (1981)
- Return of the Giant Slits — The Slits (1981)
- God — Rip Rig + Panic (1981)
- Environmental Studies — African Head Charge (1982)
- I Am Cold — Rip Rig + Panic (1982)
- Attitude — Rip Rig + Panic (1983)
- Sir Henry at N’didi’s Kraal — Vivian Stanshall (1984)
- Introducing the Hardline According to Terence Trent D'Arby — Terence Trent D'Arby (1987)
- Happy? — Public Image Ltd (1987)
- 9 — Public Image Ltd (1989)
- Self-Inflicted Aerial Nostalgia — Guided by Voices (1989)
- Knee Deep in Hits (comp) — Rip Rig + Panic (1990)
- Dusk — The The (1992)
- Debut — Björk (1993)
- Sweetback — Sweetback (1996)
- We Are All Prostitutes (comp) — The Pop Group (1998)
- Idealists In Distress from Bristol (comp) — The Pop Group (2007)
- ALiFE 2009 (live) — Public Image Ltd (2009)
- Live at the Isle of Wight Festival 2011 (live) — Public Image Ltd (2011)
- This is PiL — Public Image Ltd (2012)